# Rena Kandis
Rena Kandis is een bestuurslaag in het regentschap Bengkulu Tengah van de provincie Bengkulu, Indonesië. Rena Kandis telt 576 inwoners (volkstelling 2010).